# Christian Sabir
Christian Andrés Sabir (Córdoba, Córdoba, 16 de marzo de 1971) es un exfutbolista argentino que jugaba como volante.

## Trayectoria

### Racing de Córdoba
Sabir debutó con la camiseta de Racing de Córdoba en 1990. Jugó en la academia cordobesa hasta 1993.

### Colón
De cara a la temporada 1993/94 se unió a Colón. Con el sabalero llegó hasta cuartos de final por el segundo ascenso a primera división.

### Atlético Tucumán
En 1995 se mudó a San Miguel de Tucumán y se sumó a Atlético Tucumán. Disputó una temporada con la camiseta del decano.

### Godoy Cruz
En 1996 llegó a Godoy Cruz. En su primera temporada llegó a cuartos de final del reducido por el segundo ascenso. Jugó en el equipo mendocino hasta 1998.

### General Paz Juniors
En 1998 volvió a Córdoba y se sumó a General Paz Juniors. En su primera temporada estuvo muy cerca del ascenso, pero no pudo concretarlo. En el año 2000 se coronó campeón del Argentino A y obtuvo el histórico ascenso a la B Nacional. Sabir vistió la camiseta de Juniors hasta el 2002.

## Clubes
| Club                | País      |
| ------------------- | --------- |
| Racing de Córdoba   | Argentina |
| Colón               | Argentina |
| Atlético Tucumán    | Argentina |
| Godoy Cruz          | Argentina |
| General Paz Juniors | Argentina |

## Palmarés
| Título      | Equipo              | País      | Año     |
| ----------- | ------------------- | --------- | ------- |
| Argentino A | General Paz Juniors | Argentina | 1999/00 |